# Guarda Nacional Sueca
A Guarda Nacional Sueca - em sueco Hemvärnet, também designada pela sigla Hv – é um corpo permanente de voluntários, integrado nas Forças Armadas da Suécia.

É constituída por voluntários de ambos os sexos, que têm um contrato pelo qual se comprometem a participar em atividades de formação e de treino pelo menos 8 dias por ano e a estarem prontos para entrar em ação num curto prazo de tempo.

A Guarda Nacional está vocacionada para missões que abrangem toda a escala de conflitos - desde o apoio à sociedade civil em alturas de crise, até à participação em combate armado.

As unidades da Guarda Nacional Sueca devem estar prontas para entrar em ação num prazo de 6 horas, quando recebem uma ordem, assim como cumprir completamente uma tarefa recebida dentro de 24 horas. Devem estar aptas a resistir e reagir a diversas situações durante 90 dias. 

No início da Segunda Guerra Mundial, contava com 80 000 elementos, e no começo da década de 1980 chegou a atingir os 110 000 homens e mulheres. 

## Unidades
A Guarda Nacional Sueca conta com umas 22 000 pessoas que defendem a Suécia ”depois do dia de trabalho”.

Está organizada em 40 batalhões locais, estando cada um deles adstrito a uma das regiões militares da Suécia.

| Sigla      | Batalhão                             | Localidade  | Regimento organizador                 |
| ---------- | ------------------------------------ | ----------- | ------------------------------------- |
| 10:e hvbat | Batalhão de Caçadores da Lapônia     | Kiruna      | Regimento de Norrbotten               |
| 15:e hvbat | Batalhão da Ångermanland             | Härnösand   | Regimento de Norrbotten               |
| 16:e hvbat | Batalhão de Medelpad                 | Härnösand   | Regimento de Norrbotten               |
| 17:e hvbat | Batalhão de Dala                     | Falun       | Guarda Real                           |
| 18:e hvbat | Batalhão de Gävleborg                | Gävle       | Guarda Real                           |
| 19:e hvbat | Batalhão da Värmland                 | Karlstad    | Regimento de Reação Rápida            |
| 20:e hvbat | Batalhão de Sannahed                 | Örebro      | Regimento de Reação Rápida            |
| 21:a hvbat | Batalhão da Uppland                  | Enköping    | Regimento de Comando                  |
| 22:a hvbat | Batalhão da Västmanland              | Enköping    | Regimento de Comando                  |
| 23:e hvbat | Batalhão da Attundaland              | Kungsängen  | Guarda Real                           |
| 24:e hvbat | Batalhão de Estocolmo                | Kungsängen  | Guarda Real                           |
| 25:e hvbat | Batalhão de Telgehus                 | Kungsängen  | Guarda Real                           |
| 26:e hvbat | Batalhão de Järva                    | Kungsängen  | Guarda Real                           |
| 27:e hvbat | Batalhão da Södermanland             | Strängnäs   | Regimento de Comando                  |
| 28:e hvbat | Batalhão de Roslagen                 | Norrtälje   | Regimento Anfíbio                     |
| 29:e hvbat | Batalhão de Södertörn                | Haninge     | Regimento Anfíbio                     |
| 30:e hvbat | Primeiro Batalhão Granadeiro         | Linköping   | Esquadrão de Helicópteros             |
| 31:a hvbat | Segundo Batalhão Granadeiro          | Linköping   | Esquadrão de Helicópteros             |
| 32:a hvbat | Batalhão da Gotlândia                | Gotlândia   | Regimento Anfíbio                     |
| 33:e hvbat | Batalhão da Småland Setentrional     | Eksjö       | Regimento de Engenharia de Göta       |
| 34:e hvbat | Batalhão de Kalmar                   | Kalmar      | Base Naval                            |
| 35:e hvbat | Batalhão de Kronoberg                | Växjö       | Base Naval                            |
| 36:e hvbat | Batalhão de Blekinge Oeste           | Karlskrona  | Base Naval                            |
| 37:e hvbat | Batalhão de Blekinge Leste           | Karlskrona  | Base Naval                            |
| 38:e hvbat | Batalhão de Kinne                    | Skövde      | Regimento de Skaraborg                |
| 39:e hvbat | Batalhão de Kåkind                   | Skövde      | Regimento de Skaraborg                |
| 40:e hvbat | Batalhão de Bohus                    | Vänersborg  | Regimento de Skaraborg                |
| 41:a hvbat | Batalhão de Gotemburgo Meridional    | Gotemburgo  | Centro de Medicina das Forças Armadas |
| 42:a hvbat | Batalhão de Gotemburgo Setentrional  | Gotemburgo  | Centro de Medicina das Forças Armadas |
| 43:e hvbat | Batalha do Arquipélago de Gotemburgo | Gotemburgo  | Centro de Medicina das Forças Armadas |
| 44:e hvbat | Batalhão de Älvsborg                 | Gotemburgo  | Centro de Medicina das Forças Armadas |
| 45:e hvbat | Batalhão da Halland                  | Halmstad    | Regimento de Defesa Antiaérea         |
| 46:e hvbat | Batalhão da Escânia Meridional       | Revingehed  | Regimento do Sul da Escânia           |
| 47:e hvbat | Batalhão de Malmo                    | Malmo       | Regimento do Sul da Escânia           |
| 48:e hvbat | Batalhão dos Dragões da Escânia      | Helsingborg | Regimento do Sul da Escânia           |
| 49:e hvbat | Batalhão da Escânia Setentrional     | Revingehed  | Regimento do Sul da Escânia           |

## Escola de Combate da Guarda Nacional Sueca
A formação de quadros de comando da Guarda Nacional Sueca é feita na Escola de Combate da Guarda Nacional Sueca em Vällinge, na proximidade da cidade de Södertälje.

| Sigla | Nome sueco             | Nome português                             | Localidade |
| ----- | ---------------------- | ------------------------------------------ | ---------- |
| HvSS  | Hemvärnets stridsskola | Escola de Combate da Guarda Nacional Sueca | Vällinge   |

## Galeria

Guarda Nacional Sueca
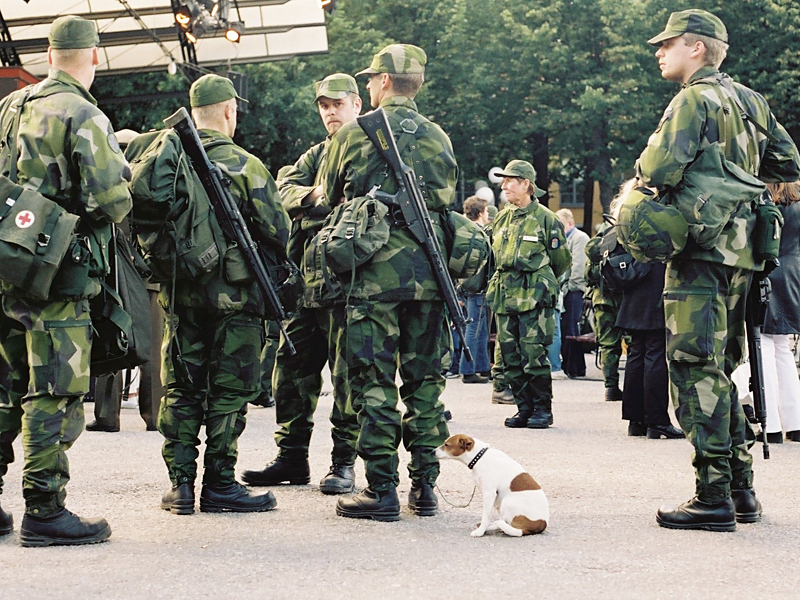
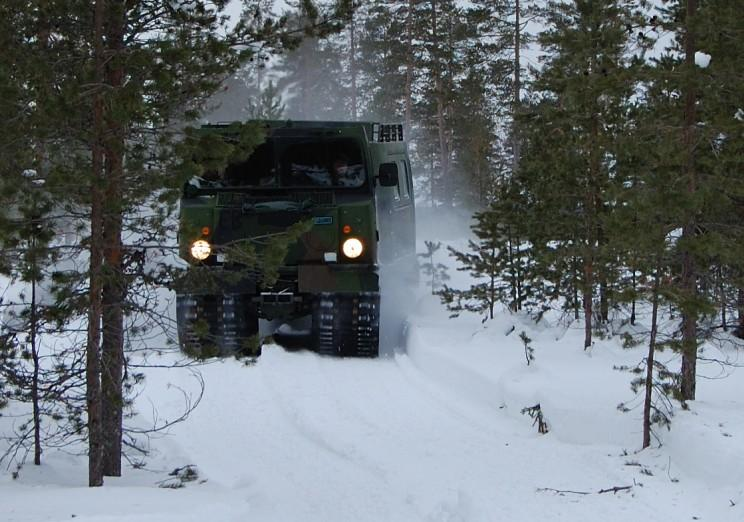
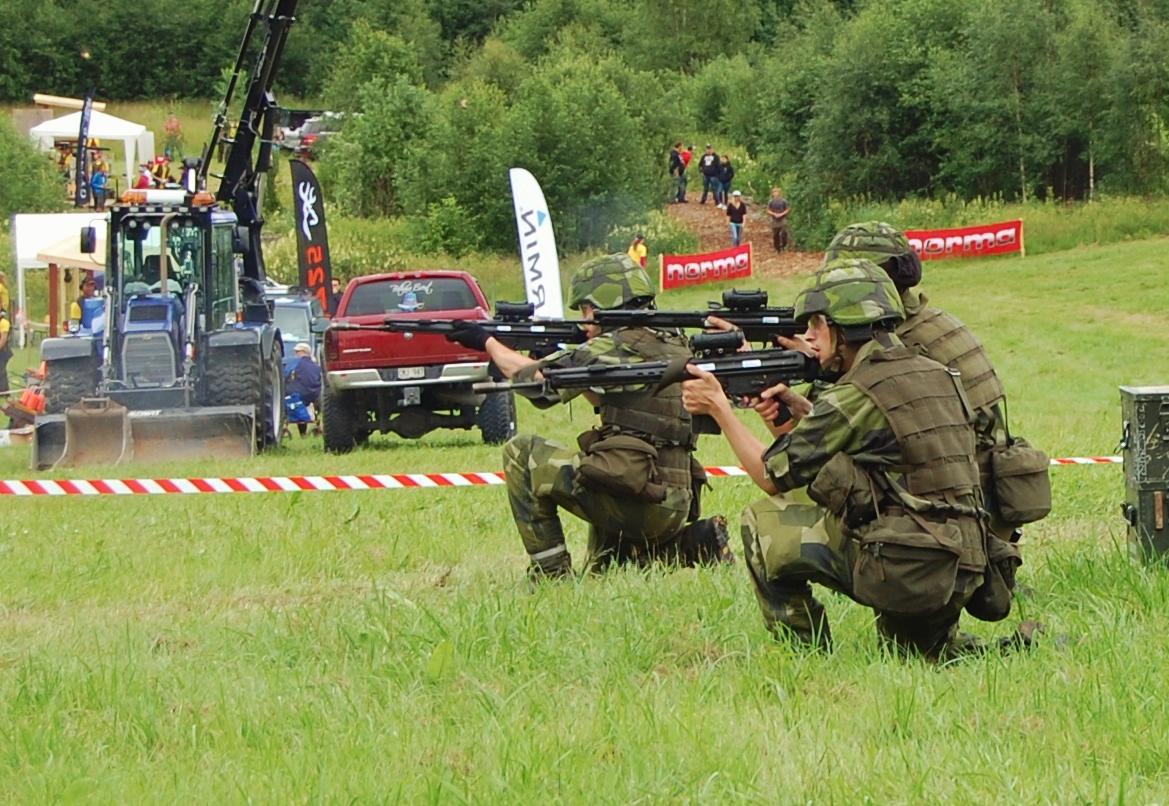
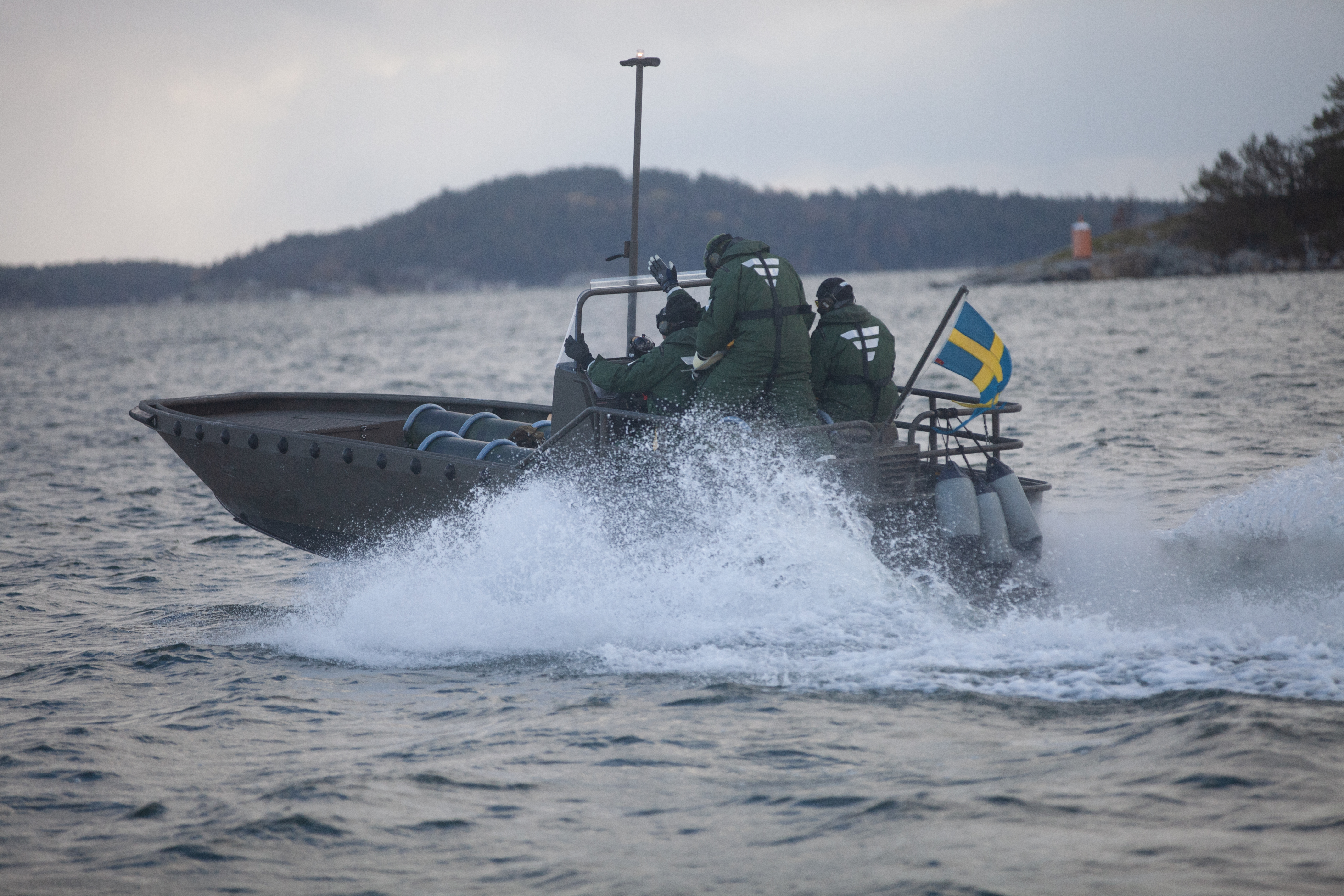